# The Silos
The Silos é uma região censitária no condado de Broadwater, estado de Montana, nos Estados Unidos. Esta região censitária tinha uma população de 506  habitantes, de acordo com o censo levado a cabo em 2010.

## Geografia
The Silos fica localizada ao longo da costa oeste do Canyon Ferry Lake, um reservatório no rio Missouri. De acordo com o United States Census Bureau, a região censitária tem uma superfície de 13,3 km2, todos de terra.